# Merveille Biankadi
Merveille Biankadi (* 9. Mai 1995 in München) ist ein deutscher Fußballspieler. Der Offensivspieler stand zuletzt bei Arminia Bielefeld unter Vertrag.

## Karriere
Biankadis in München lebende Eltern stammen aus der Demokratischen Republik Kongo, daher sein französischer Vorname. Mit dem Fußballspielen begann er beim FC Phönix München und wechselte später in die Jugendabteilung des FC Bayern München. Für die B-Jugend, für die er am 14. August 2011 debütierte, bestritt er bis 2012 26 Spiele in der B-Junioren-Bundesliga Süd/Südwest. Von 2012 bis 2014 spielte er für die A-Jugend des FC Augsburg, für die er 12 Tore in 49 Spielen in der A-Junioren-Bundesliga Süd/Südwest erzielte.
Zur Saison 2014/15 rückte er in die zweite Mannschaft auf und erzielte fünf Tore in 30 Punktspielen, wobei er bereits als A-Jugendspieler am 18. Mai 2013 sein erstes Spiel bestritt.
Zur Saison 2015/16 nahm ihn der Regionalligist SV Elversberg unter Vertrag, für den er am 2. August 2015 (1. Spieltag) beim 2:2 im Auswärtsspiel gegen Eintracht Trier sein erstes von 16 Punktspielen bestritt.
In der Folgesaison kam er in 34 von 36 Punktspielen zum Einsatz; sein erstes von zwei Toren erzielte er am 10. September 2016 (8. Spieltag) mit dem Führungstreffer beim 1:1 im Auswärtsspiel gegen den KSV Hessen Kassel.
Zur Saison 2017/18 verpflichtete ihn der Drittligist FC Rot-Weiß Erfurt, für den er 22. Juli 2017 (1. Spieltag) beim 1:1 im Heimspiel gegen Preußen Münster sein Debüt im Profibereich gab. Am 12. August 2017 spielte er bei der 0:1-Niederlage im Erstrundenspiel des DFB-Pokal-Wettbewerbs gegen die TSG Hoffenheim, erstmals gegen eine Bundesligamannschaft. Nach bereits einer Saison und 34 Ligaeinsätzen für den FC Rot-Weiß Erfurt endet für ihn die Zeit in Erfurt.
Ab der Saison 2018/19 lief Biankadi für Hansa Rostock auf. Er erhielt einen Zweijahresvertrag bei den Ostseestädtern. Unter Trainer Pavel Dotchev gab er sein Startelfdebüt am 1. Spieltag der Drittligasaison beim Auswärtsspiel in Cottbus (0:3). Als Stammspieler absolvierte der Mittelfeldakteur wettbewerbsübergreifend 45 Partien und konnte 17 Tore sowie elf Vorlagen beisteuern. Außerdem gewann er mit der Mannschaft den Mecklenburg-Vorpommern-Pokal.
Auf diese Leistungen wurde im Sommer 2019 auch der Zweitligist 1. FC Heidenheim, der bereits Mannschaftskollege Oliver Hüsing verpflichtet hatte, aufmerksam und stattete Biankadi mit einem bis Juni 2023 gültigen Vertrag aus. Für Heidenheim absolvierte der Mittelfeldspieler sechs Zweitligapartien sowie zwei Spiele im DFB-Pokal. Zur Erlangung weiterer Spielpraxis wurde er Ende Januar 2020 bis Saisonende zurück in die 3. Liga an Eintracht Braunschweig verliehen. Bei den Niedersachsen war Biankadi regelmäßig auf beiden offensiven Flügeln im Einsatz, am häufigsten gemeinsam mit Marcel Bär. Ab dem 21. Spieltag verpasste er nur eine Partie und steuerte acht Scorerpunkte bei. Braunschweig belegte den 3. Tabellenrang, durfte aber durch die Meisterschaft des nicht aufstiegsberechtigten FC Bayern München II direkt in die zweite Liga aufsteigen.
Nach seiner Rückkehr nach Heidenheim setzte Trainer Frank Schmidt auf den Außenbahnen auf Patrick Schmidt, Robert Leipertz oder Neuzugang Florian Pick und nominierte Biankadi für den Rest des Jahres 2020 lediglich für die erste Partie im DFB-Pokal.
In der Wintertransferperiode kehrte Biankadi in seine Heimatstadt und zum TSV 1860 München zurück, bedingt durch ein Leihgeschäft mit dem 1. FC Heidenheim bis Sommer 2022.
Zur Saison 2022/23 kehrte Biankadi nach Heidenheim zurück, wurde jedoch nicht eingesetzt. Nach der Saison wechselte er ablösefrei zu Arminia Bielefeld. Im Sommer 2025 verließ er Bielefeld.

## Erfolge
Hansa Rostock
- Landespokalsieger Mecklenburg-Vorpommern 2019

Eintracht Braunschweig
- Aufstieg in die 2. Bundesliga 2020

Arminia Bielefeld
- Westfalenpokalsieger: 2024
- Meister der 3. Liga: 2025